# 포르투갈의 고아 정복
포르투갈의 고아 점령(포르투갈어: Conquista portuguesa de Goa)은 1510년 12월 10일, 포르투갈 왕국의 아폰수 드 알부케르크 제독에 의해 고아가 점령된 것을 말한다. 알부케르크 제독은 포르투갈 왕 마누엘 1세로부터 오르무스, 아덴, 믈라카 점령을 명령하였으나, 고아에 대한 점령 명령은 내려지지 않았었다.

## 배경
전술한 대로 알부케르크에게는 고어 점령에 대한 명령이 내려지지 않았다. 하지만 알부케르크가 고아를 공격한 이유는 티모지에 따른 바가 크다. 티모지는 고아에서 추방된 힌두교도로, 혼나바르 함대의 제독을 통해 고아의 힌두교도들에 대한 무슬림 통치로부터의 해방을 탄원하고 있었다. 또한 당시 인도양의 해안에서 고아는 번성한 무역항이었다.

## 경과
알부케르크는 1510년 2월에 안토니우 지 노로냐 제독과 함께 고아 성 밖으로 도착하였고, 이어 17일에 별다른 저항도 없이 입성에 성공했다. 그 후, 비자푸르 군이 나타나 고아를 포위했기 때문에, 포르투갈 군은 5월 30일 고아를 포기하고 비자푸르 왕 이스마일 아딜 샤에게 반환하였다.
알부케르크는 포르투갈의 거점 칸누르에서 출항 3개월 뒤인 11월 24일에 대함대로 돌아왔다. 이 함대는 선박 34척, 1500명의 포르투갈인, 그리고 300명의 말라얄리인이 포함되어 있었다. 또한 티모지도 혼나바르에 합류했다. 대 함대가 있는 고아와 맘루크 술탄국 (당시 포르투갈은 당시 맘루크와 포르투갈-맘루크 전쟁을 치르고 있었다.) 캘리컷 영주 자모린의 동맹을 우려했기 때문이다.
알부케르크는 하루 이내에 고아를 탈취하고 이스마일 아딜 샤와 오스만 병력을 12월 10일에 항복시켰다.

## 그 후
알부케르크는 포르투갈 왕의 명령없이 고아를 점령하였고 그의 상관은 반대했다. 마누엘 1세도 고아 점령에 의문을 나타냈지만, 포르투갈의 귀족 회의는 마누엘 1세의 의사에 반하여 고어 점령을 승인했다. 결국 고아는 점령 이후 포르투갈령 인도에 대한 중요한 거점이 되었다. 고아 포기는 그 이후에도 종종 의제가 있었으며, 1542년과 1570년에도 에스타두 지 인디아를 포기하고 모로코 침공에 집중해야 하는지에 대해 토론했다. 하지만 포르투갈은 결국 고아를 1961년 고아 병합까지 유지했다.
포르투갈에 의해 점령 이후 고아는 번성하게 되었다.